# Чорногорсько-Приморська митрополія (Сербська православна Церква)
Чорного́рсько-Примо́рська митропо́лія (сербохорв. Митрополија црногорско-приморска, Mitropolija crnogorsko-primorska) — єпархія Сербської православної церкви, розташована на території Чорногорії. Заснована в 1219 році Святим Савою як Зетська єпархія, вона продовжувала існувати безперервно дотепер, залишаючись однією з найстаріших єпархій Сербської православної церкви. Нинішній митрополичий єпископ — Йоанікій. Його офіційний титул — Архієпископ Цетинський і Митрополит Чорногорсько-Приморський. Резиденція митрополії знаходиться в Цетинському монастирі.
Державно-правовий статус єпархії в Чорногорії залишається неврегульованим, із чим пов'язаний майново-правовий конфлікт із державою та самопроголошеною в 1993 році автокефальною Православною церквою Чорногорії. До червня 1920 року церква в Чорногорії (Цетинська архієпископія) була де-факто автокефальною, коли внаслідок об'єднання з Карловацьким патріархатом і Белградською митрополією в єдину Сербську православну церкву в Королівстві сербів, хорватів і словенців (згодом Королівство Югославія) вона була ліквідована.

## Історія
Заснована в 1219 архієпископом Сербським Савою I і називалася тоді Зетською єпископією. Є припущення, що спочатку місцезнаходження єпископа знаходилося на території Подгориці в монастирі Златица, де ще в ранньохристиянські часи була єпископська кафедра Діоклеї. Першим єпископом зетської єпископії був Іларіон, учень святителя Сави.
Під час панування короля Уроша I Неманича, в середині XIII століття, престол Зетської єпархії перенесений на півострів Превлака, біля Тівата, в монастир святого архістратига Михаїла.
У 1346 році на державно-церковному соборі в Скоп'є, який відбувся за підтримки сербського царя Душана Сильного Сербська архієпископія отримує статус Патріархату, при цьому Зетська єпископія отримала статус митрополії.
Після Битви на Косовому Полі у 1389 році стався занепад Сербії, який відбився і на стані Зетської митрополії, якій загрожували венеційці, що окупували в період 1420—1423 роки Котор, Будву і Паштровичі. Прагнучи навернути православних чорногорців у католицизм, венеційці 1452 року знищують монастир святого архангела Михаїла на Превлаці, який був одним із центрів духовного опору окупантам.
Після цього резиденція Зетської митрополії спочатку перебувала в монастирі святого Марка в Будві. А опісля Митрополія перебувала по черзі в монастирях: Пречиста Країнська, святого Миколая на острові Враніна на Скадарському озері, святого Миколая в Ободі, і нарешті, 1484 року місцем розташування її престолу стає побудований Іваном Црноєвичем монастир Різдва Пресвятої Богородиці, в новій столиці — Цетинє, який стає «гніздом свободи сербської».
Син Івана Црноєвича — Джураджа, за допомогою ієромонаха Макарія в 1493 році заснував першу друкарню на Балканах. До 1495 року було віддруковано: Октоїх первогласник, Октоїх п'ятигласник, Молитвослов, Псалтир і Четвероєвангеліє. Після падіння Зети і настання турецького ярма в 1499 році, Зетська митрополія стала іменуватися Цетинською митрополією, за місцем розташування її престолу.
Протягом XVI і XVII століть чорногорські митрополити спільно з племінними старійшинами керували народом Чорногорії. Завдяки їхнім зусиллям Чорногорія ніколи повністю не потрапляла під турецьке панування.
У 1750 році Василь Петрович від Пецького патріарха Атанасія II отримав свячення і титул «екзарха Сербського престолу» (помер у Санкт-Петербурзі в 1766 році і похований в Александро-Невській лаврі).
У 1766 р. Пецький патріархат був скасований, Сербська церква на території Османської імперії підпорядкована Константинопольській церкві, а церква в Чорногорії Петрович-Негошів стала фактично автокефальною (поряд із Карловацькою митрополією на території Габсбурзької монархії). Чорногорські митрополити брали хіротонії від ієрархів Церкви Московії. Автокефальний статус Чорногорської церкви був закріплений у конституції Князівства (Королівства) Чорногорія (стаття 40-а), що діяла в 1905—1918 роках.
Незабаром після утворення Королівство Сербів, Хорватів і Словенців (1918), рішення собору всіх сербських православних єпископів Королівства СХС 13 (26) травня 1919 року і відповідного рішення синоду Вселенського патріархату (19 березня 1920), указом регента Олександра Карагеоргійовича 17 червня 1920 проголошувалося включення, серед інших, чорногорської митрополії (серб. Arhiepiskopija Cetinjska i Mitropolija Crne Gore, Brda i Primorja вкупі з двома іншими єпархіями на території Чорногорії, в Сербський (Пецький) патріархат .

### Сучасність
У травні 2001 року зі складу Чорногорської-Приморської єпархії була виділена Будимлянсько-Никшицька єпархія. У 2020 році президент Чорногорії Джуканович звинувачував Сербську православну церкву у підтримці ідеї Великої Сербії, тобто сепаратизмі. Сербський сепаратизм у Чорногорії підтримала Російська церква, а також очільник РПЦвУ Онуфрій та патріарх РПЦ Кирило, а Президент Сербії Вучич забажав захищати сербів у Чорногорії.
30 жовтня 2020 від covid-19 помер очільник митрополії Амфілохій (Радович).
5 вересня 2021 року вперше за 30 років в Цетинє відбулась інтронізація Чорногорсьсько-Приморського митрополита Йоаникія ІІ. Аналітики вважають, що ця інтронізація мала засвідчити, що СПЦ в Чорногорії є провідною суспільно-політичною силою, справжньою владою, остаточно підтвердивши перемогу владної коаліції, справжнім лідером якої була Сербська церква. Патріарх СПЦ Порфирій говорив, що були люди, які хотіли зупинити інтронізацію снайперськими гвинтівками. Під час інтронізації митрополита Чорногорсько-Приморського сталися сутички. Президент Чорногорії назвав інтронізацію насильницькою. На інтронізацію у Чорногорію сербського митрополита доправили гелікоптером у супроводі військових через те, що чорногорці спорудили барикади на дорогах. Раніше новообраний митрополит Сербської церкви Йоаникій погрожував чорногорцям прокляттям «Святого Петра».

## Єпископи
Єпископи Зетські
- Іларіон (1220—1242)
- Герман другий по черзі
- Неофіт (1261—1270)
- Євстафій (1279—1286)
- Герман II (1286—1292)
- Михайло I (упом. 1293)
- Андрія (до 1300)
- Іоанн (до 1304)
- Михайло II (1305—1309)

Митрополити Зетські
- Давид I (1391—1396)
- Арсеній (1396—1417)
- Давид II (1417—1435)
- Євтимій (1434—1446)
- Йосип (близько +1453)
- Феодосій (після 1453)
- Віссаріон (1484—1494)
- Пахомій (після 1491)
- Вавило (1494—1520)
- Герман (1520)

Митрополити Цетинські
- Павло (до 1530)
- Роміл I (1530)
- Василь (1532)
- Никодим (1540)
- Макарій I (1550—1558)
- Роміл II (1559)
- Макарій II (1559—1561)
- Рувим I (1561—1568)
- Пахомій (1568—1573)
- Герасим (1573)
- Діонісій (до 1577)
- Веніамін (1582—1591)
- Рувим Негуш (1593—1639)
- Мардарій (Корнечанин) (1637—1661)
- Рувим (Больовича) (1662—1685)
- Віссаріон (Борилович) (1682—1692)
- Сава I (Очинич) (1694—1697)
- Данило I (Петрович) (1697—1735)
- Сава II (Петрович) (1735—1781)
- Василь III (Петрович) (1750—1766)
- Арсеній (Пламенац) (1781—1784)
- Петро I (Петрович) (1782—1830)
- Петро II (Петрович) (1830—1851)

Митрополити Чорногорсько-Приморські
- Никанор (Іванович) (грудень 1858—1860)
- Іларіон (Роганович) (23 травня 1863 — 15 грудень 1882)
- Віссаріон (Любиша) (20 листопада 1882 — 14 квітень 1884)
- Митрофан (Бан) (18 квітня 1885 — 30 вересня 1920)
- Гавриїл (Дожич) (17 листопада 1920 — 8 лютого 1938)
- Іоанникій (Липовац) (11 грудня 1940 — 18 червень 1945)
- Йосип (Цвійович) (квітень 1945 — листопад 1946) в / в, митр. Скопский
- Володимир (Раїч) (листопад 1946 — травень 1947) в / в, єп.
- Арсеній (Брадваревич) (20 травня 1947 — 20 травня 1961) в 1954 році заарештований і більше не допущений владою в єпархію
- Данило (Дайкович) (24 червня 1961 — 30 грудень 1990)
- Амфілохій (Радович) (30 грудня 1990 — 30 жовтень 2020)
- Іоанникій (Мичович) (з 30 жовтня 2020) в / в, єп.

## Намісництва
- Цетинське
- Подгорицько-Даниловградське
- Подгорицько-Колашинске
- Боко-Которське
- Герцегське
- Будванське
- Барське